# クランプ (工具)

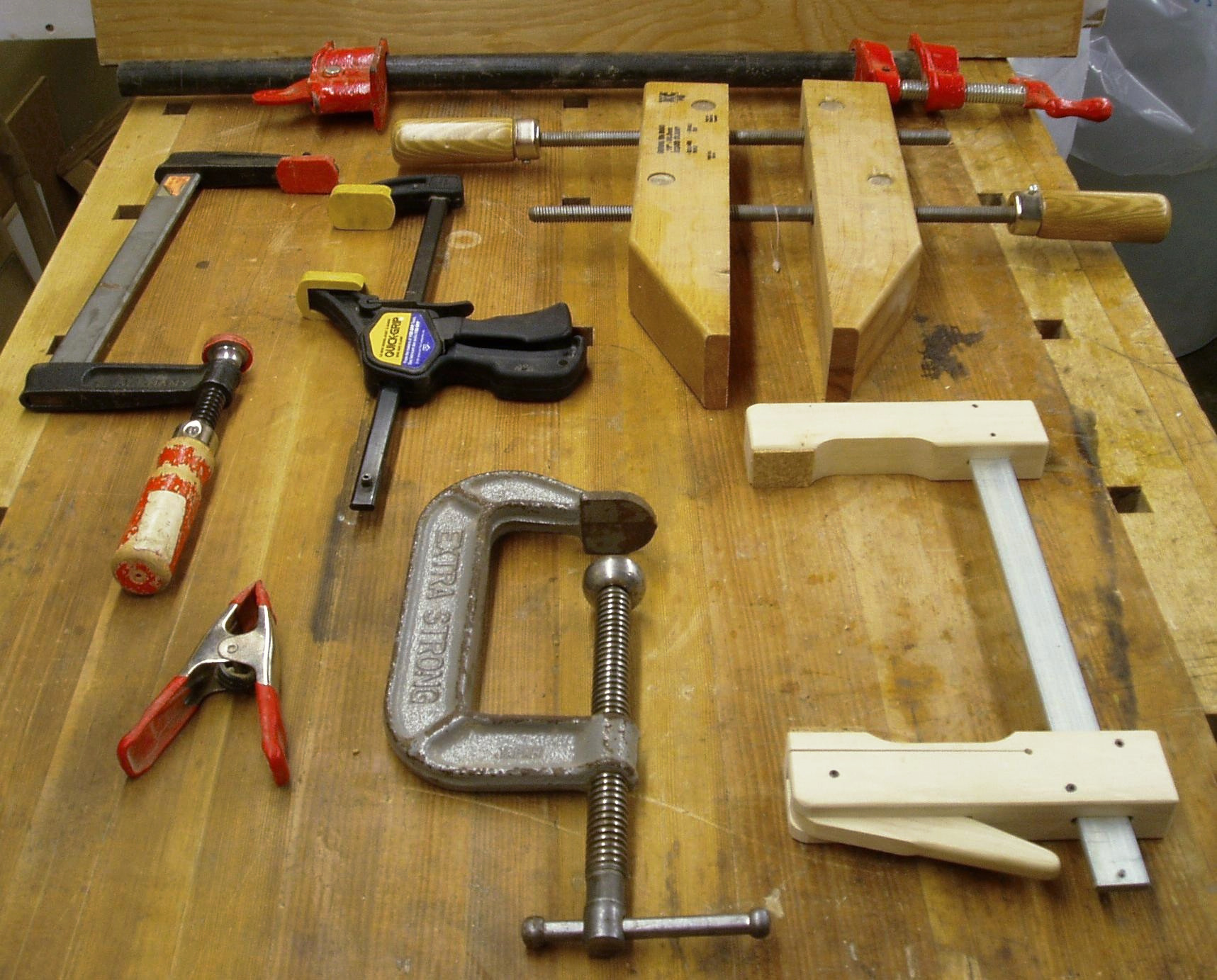
ウッドクランプ/下段:ばねクランプ, C型クランプ,カムクランプ

クランプ（英: clamp）は、材料を作業台に固定する工具。締め具ともいわれ、作業時に手を使わずに材料を安全かつ確実に押さえる事が出来る。接着剤が乾燥するまで一時的に材料を押えておくのにも使用される。
クランプには用途に合わせて色々なタイプがあり、構造も様々である。重量物をクレーンで吊り上げる「つり具」や「単管パイプを取付ける金具」もクランプと呼ばれるが、ここでは「工具のクランプ」について記述する。

## 種類
C型クランプ
最も一般的なクランプで、G型クランプ、シャコ万力とも呼ばれる。本体は鍛造を基本とし、強度のある鋼製・軽いアルミニウム製、他に安価な鋳造品やプレス製がある。充分な締付力が得られる。
F型クランプ
L型クランプ・スライディングクランプとも呼ばれる。片側のアゴをスライドさせて早送りが出来るので締め付ける距離を最小限に出来る。締め付けるとネジの付いているアゴの根元と本体シャフトのガタの隙間により傾いてアゴが固定される。開口幅は、120ミリメートルから500ミリメートルぐらいまでのサイズがある。
ばねクランプ
洗濯ばさみとほぼ同じ構造でスプリングクランプとも呼ばれる。早く脱着出来るメリットはあるが、締付力は弱い。
クイッククランプ
引き金状のレバーを握り込むたびに少しずつアゴが移動して締め付ける。リリースボタンを押してアゴを自由に動かせるので早送りや取り外しが簡単である。上アゴと締め付け本体のスライドバーへの取付方向を反転させる事により、内側から外側に材料を突っ張る使い方も出来るタイプもある。
コーナークランプ
額縁や箱の90度の角を確実に固定するのに使用するタイプ。
ベルトクランプ
バンドクランプとも呼ばれ額縁などの枠モノを作るときに使用する。ベルトで円形・多角形・異形のどのようなものでも締め付ける事が出来る。接着剤が固着するまで固定する場合や釘打ちの仮止めをするときに使用する。四角い物の固定には、ベルトにコーナー用の部品を取付ける。本体のグリップがネジになっていて回転させる事によってベルトを締め付ける。
三方クランプ
三方向から締め付けられるので、三種類の材料を締め付ける場合使用する。
ハタガネ
日本古来の木工締め具で家具や箱作り、ふすまや障子戸作りに使用される。「旗金」とも表記され「締ハタ」とも言われる。機構はF型クランプに似ているが、F型に比べて相当開口幅が広く、フトコロが浅い。使用時には、木材の反りや狂いを防ぐ為、奇数丁を表裏を互い違いに取付ける事が重要である。小型から大型まで豊富なサイズがあるが450ミリメートルのサイズが一般的である。
ポニークランプ
クランプ部の部品のみ。シャフトにするパイプは別に用意して、開口幅を自由に設定出来る。
板接ぎクランプ
大掛かりな板接ぎに便利である。横からの締め付けと同時に上からの抑え込む力により材料の反りを防げる。

## 主なメーカー
- ロブテックス,　スーパーツール,　トップ工業,　マルト長谷川工作所,　山陽精工
- ベッセイ BESSEY（ドイツ）,　ジョーガンセン Jorgensen（アメリカ）,　ピエール PIHER（スペイン）,　ストロングハンドツール Strong Hand Tools（アメリカ）,　アーウィン IRWIN（アメリカ）